# Cerf
Cet article court présente un sujet plus développé dans plusieurs articles dérivés.
Pour les articles homonymes, voir Cerf (homonymie).
Le mot  « cerf » est un nom vernaculaire ambigu en français, pouvant désigner plusieurs espèces de cervidés. Cependant, l'acception courante du mot renvoie en France en premier lieu au cerf élaphe. 

## Espèces désignées par le mot «cerf»
- le Cerf axis ou Chital (Axis axis)[1],[2] ;
- le Cerf calamian (A. calamianensis)[1] ;
- le Cerf de Kuhl (A. kuhli)[1] ;
- le Cerf cochon (A. porcinus)[1],[3] ;
- le Cerf des marais, Cerf marécageux ou Blastocère des marais (Blastocerus dichotomus)[1],[4] ;
- le Cerf chevreuil ou Chevreuil européen (Capreolus capreolus)[1] ;
- le Cerf de Thorold ou Cerf au museau blanc (Cervus albirostris)[1] ;
- le Cerf du Canada de l'Est ou Wapiti (C. canadensis)[1] ;
- le Cerf élaphe, Cerf commun ou Cerf rouge (C. elaphus)[1],[5] ;
- le Cerf du Cachemire (C. hanglu)[1] ;
- le Cerf sika ou Cerf à pelage étoilé (C. nippon)[1],[6] ;
- le Cerf huppé, Cerf à touffe ou Élaphode (Elaphodus cephalophus)[1],[7] ;
- le Cerf du Père David (Elaphurus davidianus)[1],[8] ;
- les Cerfs des Andes ou Guémals (genre Hippocamelus)[1],[9] ;
  - le Cerf andin septentrionnal, Taruca ou Guémal du Pérou (H. antisensis)[1],[9] ;
  - le Cerf du Sud andin, Huemul ou Guémal du Chili (H. bisulcus)[1],[9] ;
- le Cerf d'eau, Cerf des marais ou Hydropote chinois (Hydropotes inermis)[1],[10] ;
- le Cerf musqué, Porte-musc ou Chevrotain porte-musc (Moschus moschiferus)[1],[11], qui appartient à la famille des moschidés ;
- le Cerf aboyeur ou Muntiac commun (Muntiacus muntjak)[1],[12] ;
- les Cerf américains ou Cerfs d'Amérique (genre Odocoileus)[1],[13] ;
  - le Cerf mulet, Cerf hémione ou Cerf à queue noire (O. hemionus)[1],[13] ;
  - le Cerf de Virginie, Cerf à queue blanche ou Cariacou (O. virginianus)[1],[13] ;
- le Cerf des pampas (Ozotoceros bezoarticus)[1] ;
- le Cerf des marais, Cerf de Duvaucel ou Barasingha (Rucervus duvaucelii)[1],[14] ;
- le Cerf d'Eld ou Thamin (R. eldii)[1],[15] ;
- le Cerf de Schomburgk ou Barasingha de Schomburgk (R. schomburgki)[1] ;
- le Cerf du Prince Alfred (Rusa alfredi)[1] ;
- le Cerf sambar des Philippines ou Sambar des Philippines (R. marianna)[1],[16] ;
- le Cerf rusa ou Sambar de la Sonde (R. timorensis)[1],[16] ;
- le Cerf sambar ou Sambar (R. unicolor)[1],[16] ;
- le Cerf souris, Petit chevrotain malais ou Kanchil (Tragulus javanicus)[11], qui appartient à la famille des tragulidés.

## Galerie

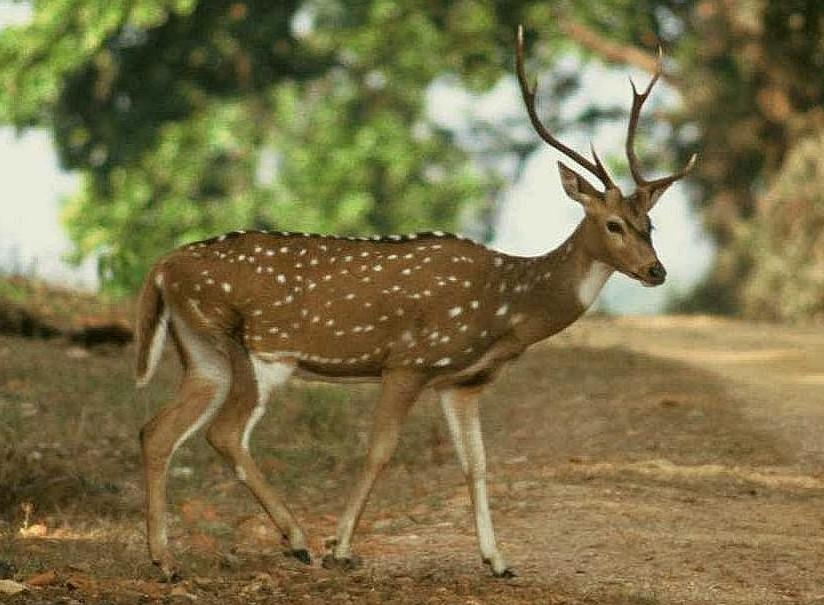
Cerf axis (Axis axis).
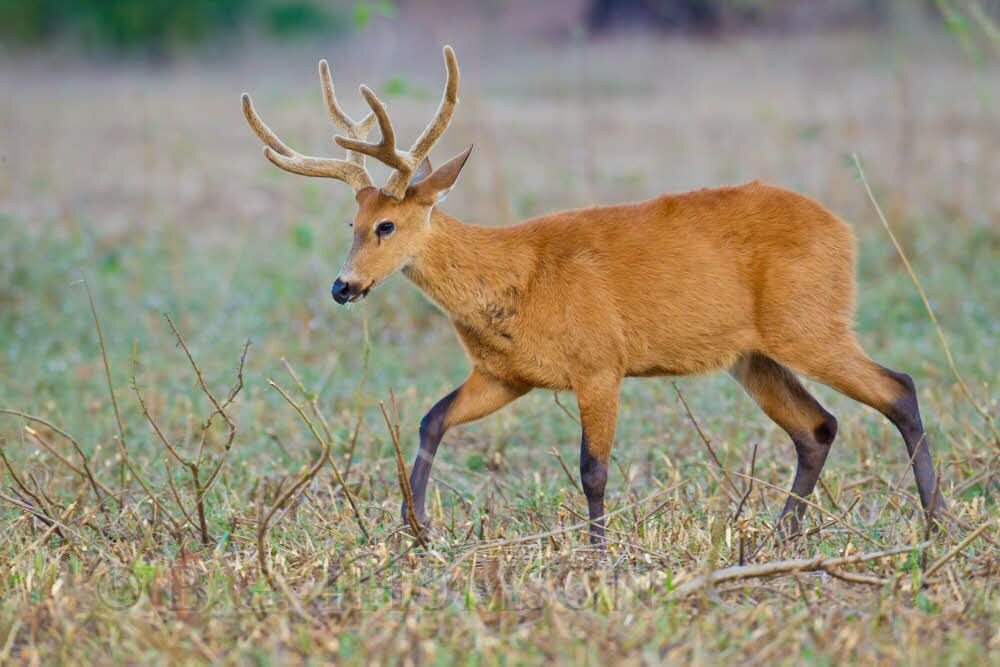
Cerf des marais (Blastocerus dichotomus).
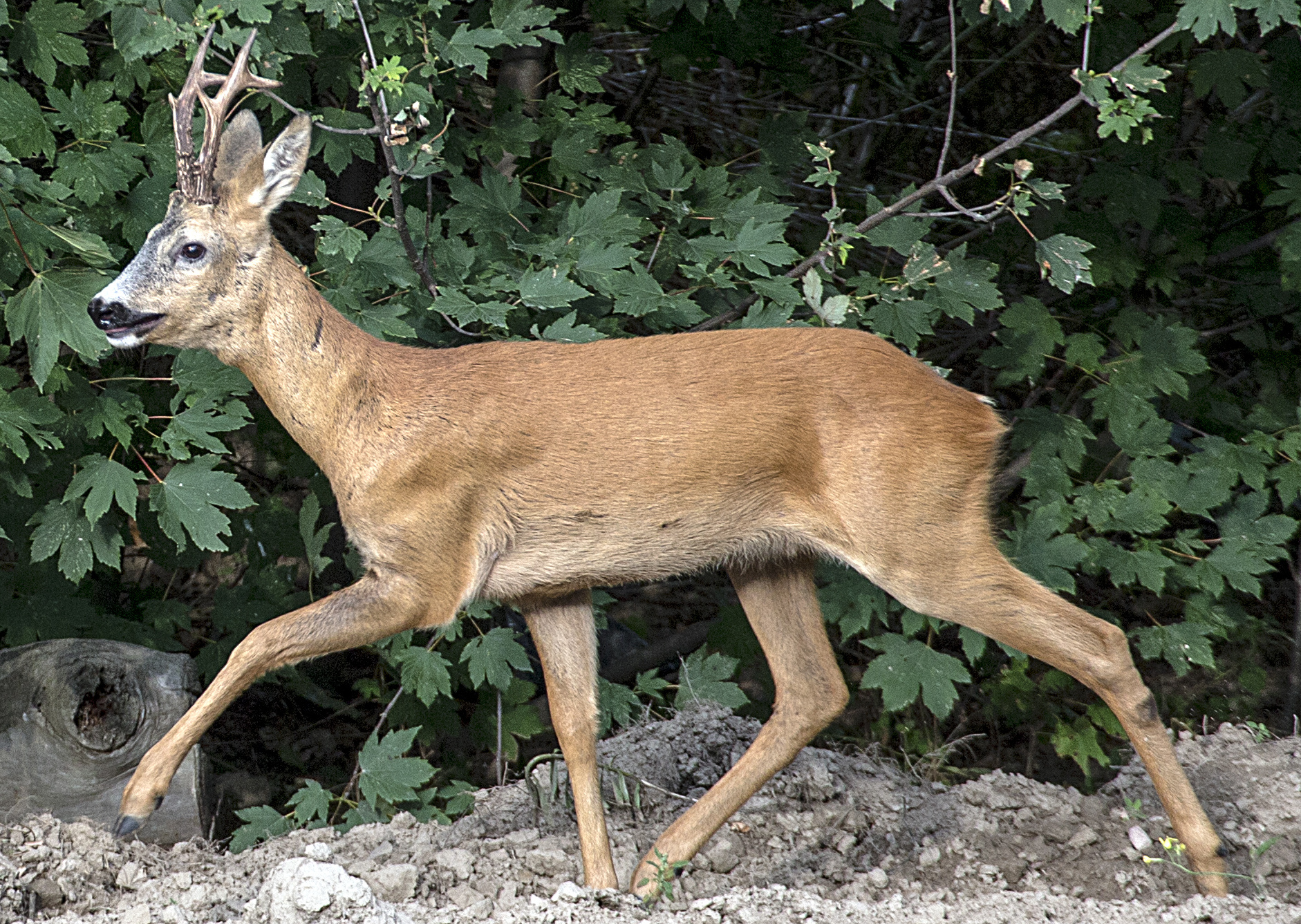
Cerf chevreuil (Capreolus capreolus).
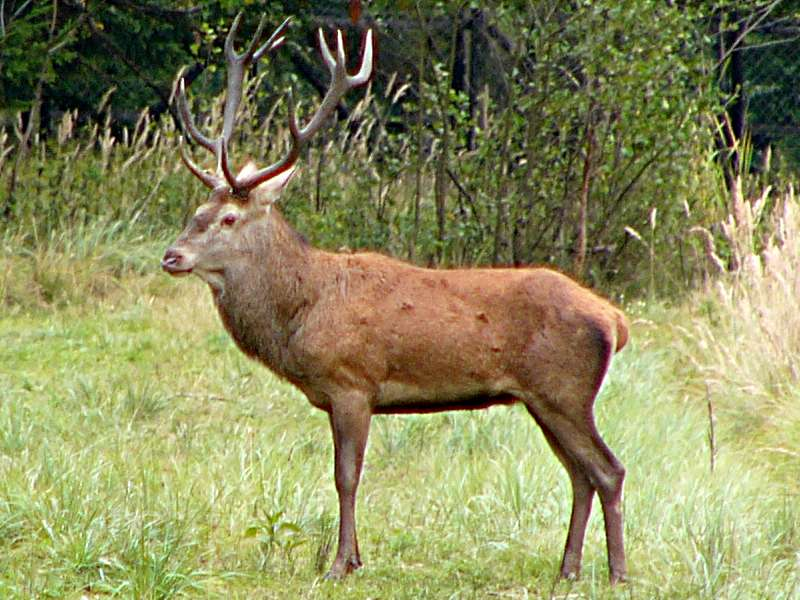
Cerf élaphe (Cervus elaphus).
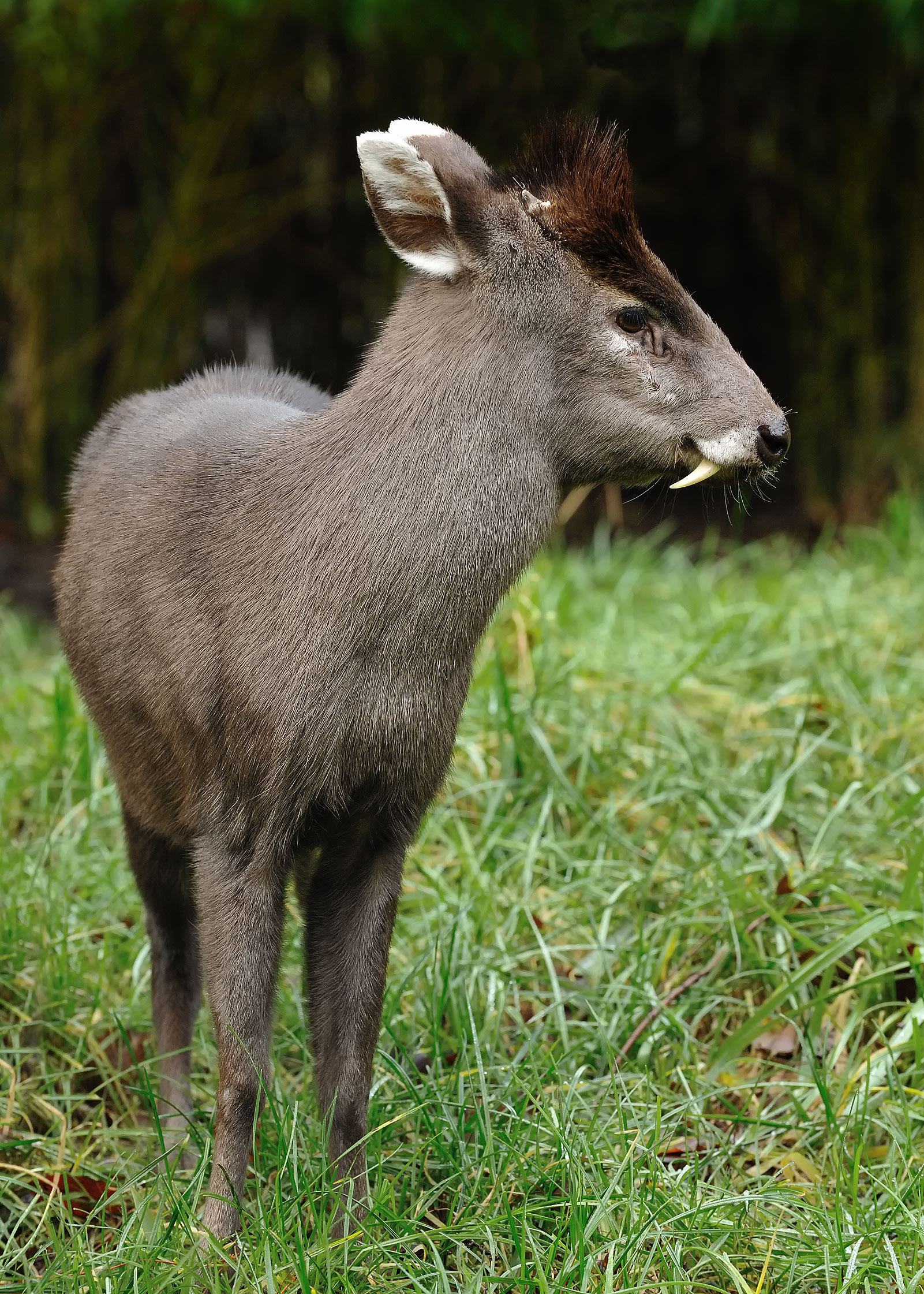
Cerf huppé (Elaphodus cephalophus).

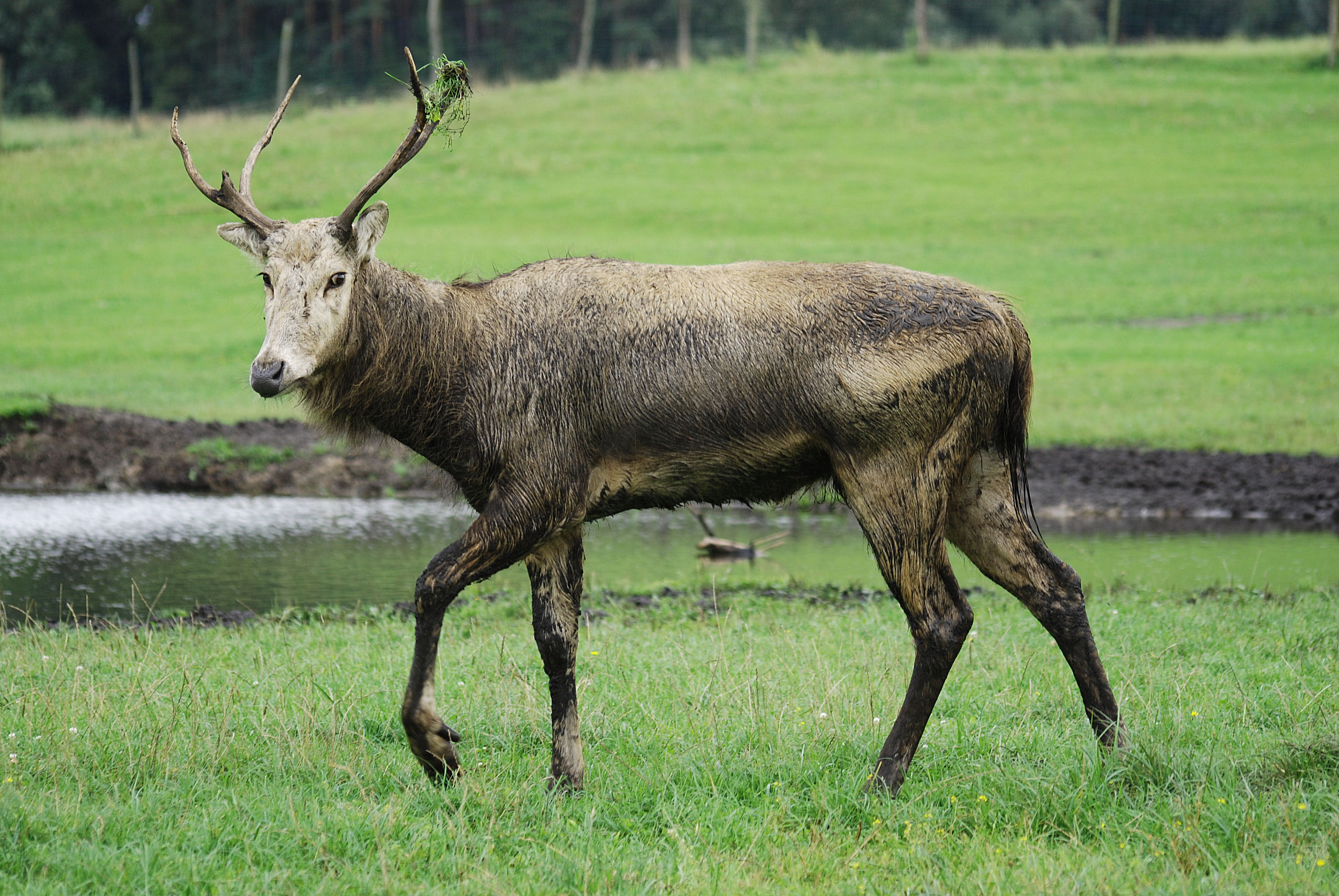
Cerf du Père David (Elaphurus davidianus).
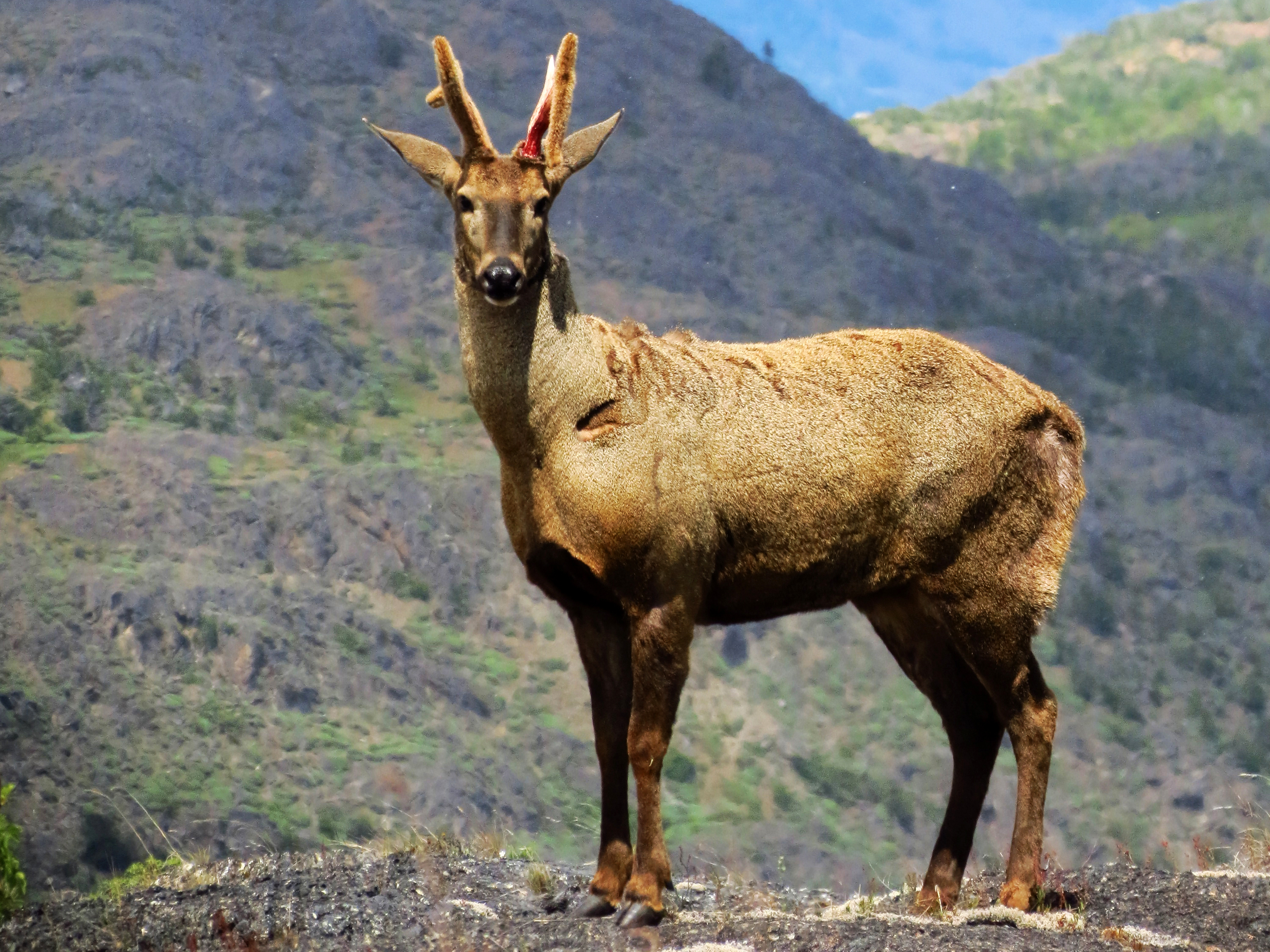
Cerf du Sud andin (Hippocamelus bisulcus).
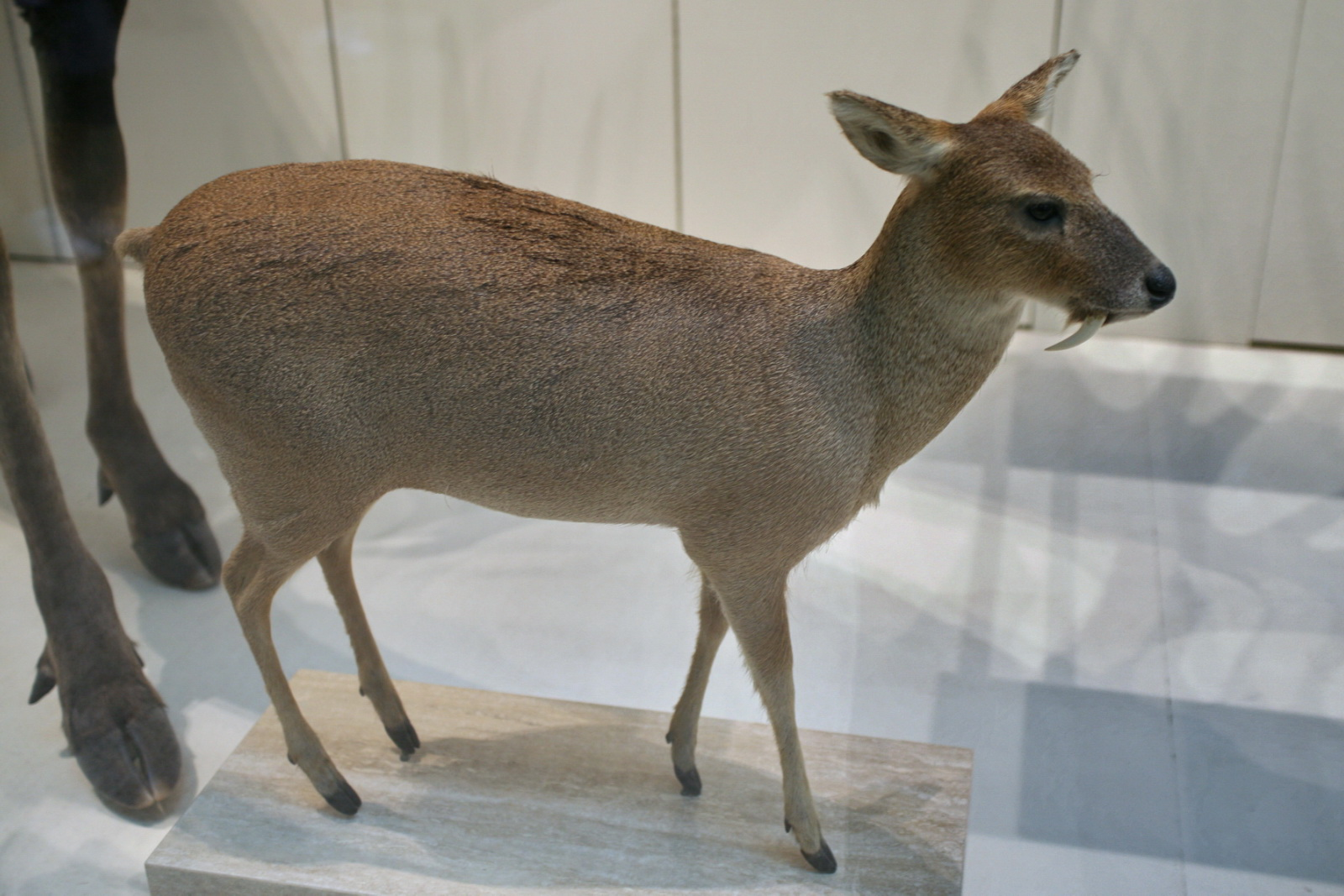
Cerf d'eau (Hydropotes inermis).
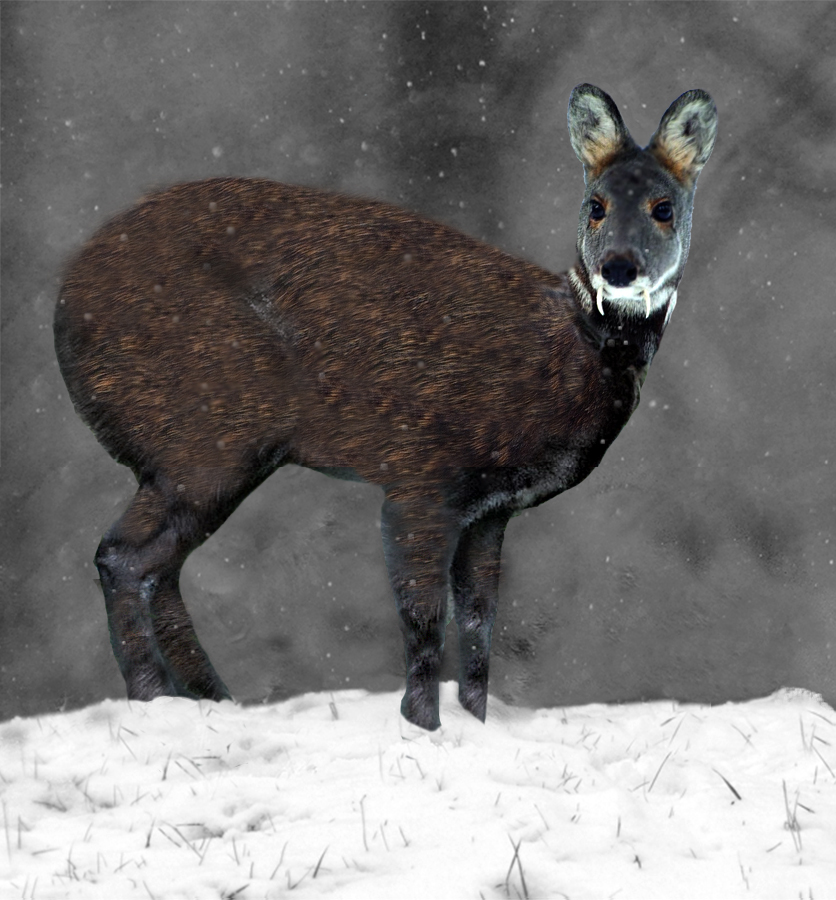
Cerf musqué (Moschus moschiferus).
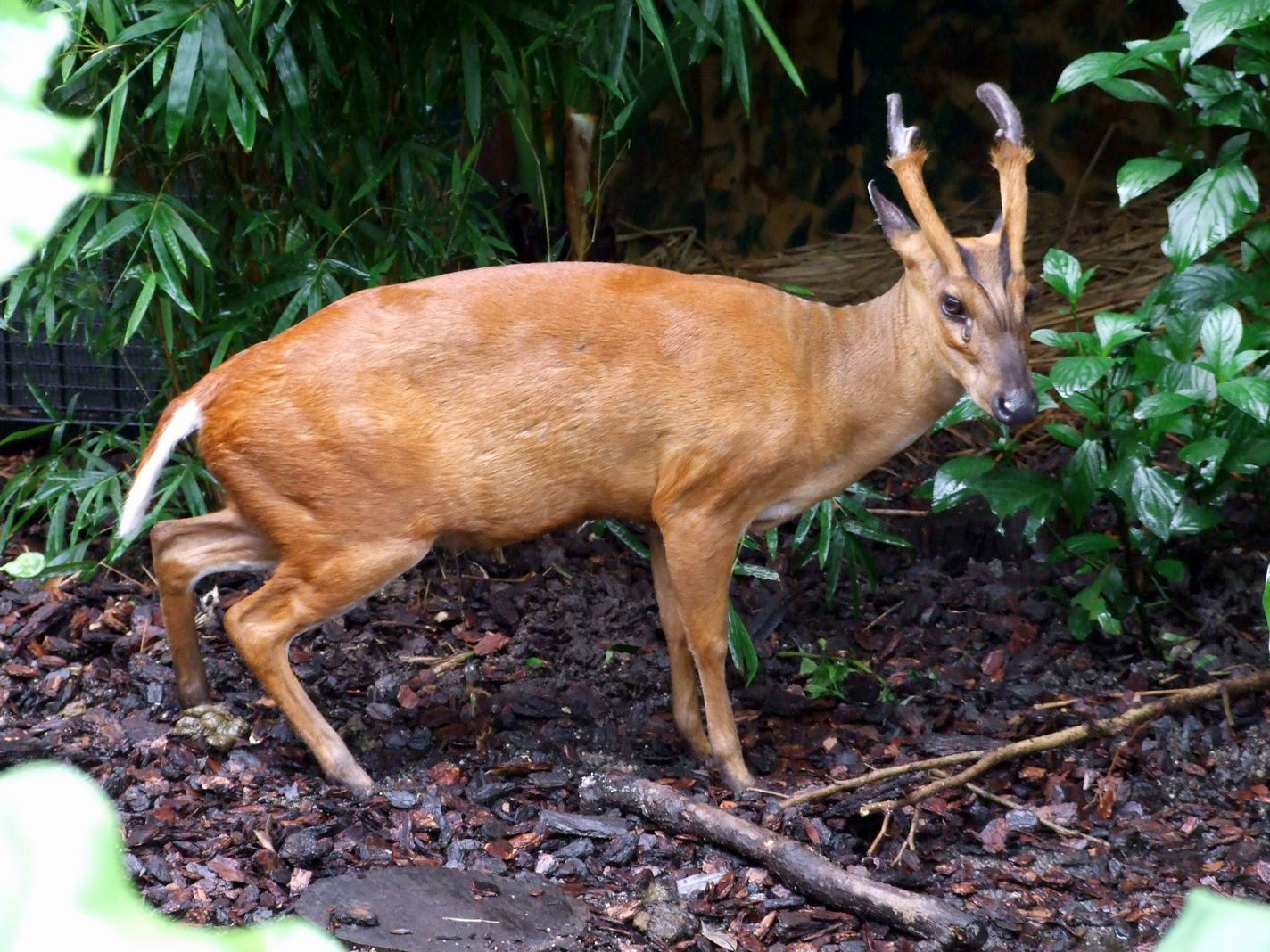
Cerf aboyeur (Muntiacus muntjak).

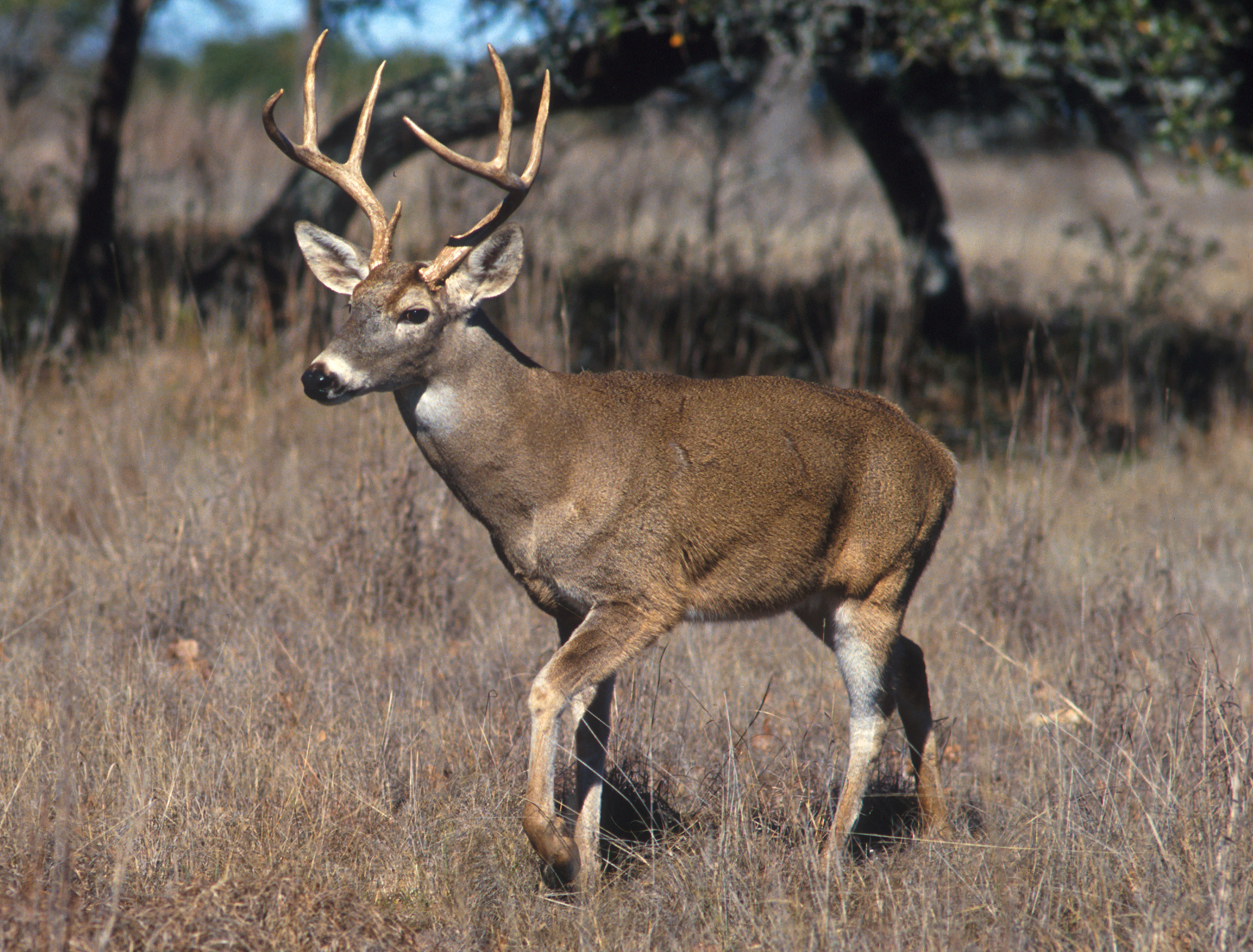
Cerf de Virginie (Odocoileus virginianus).
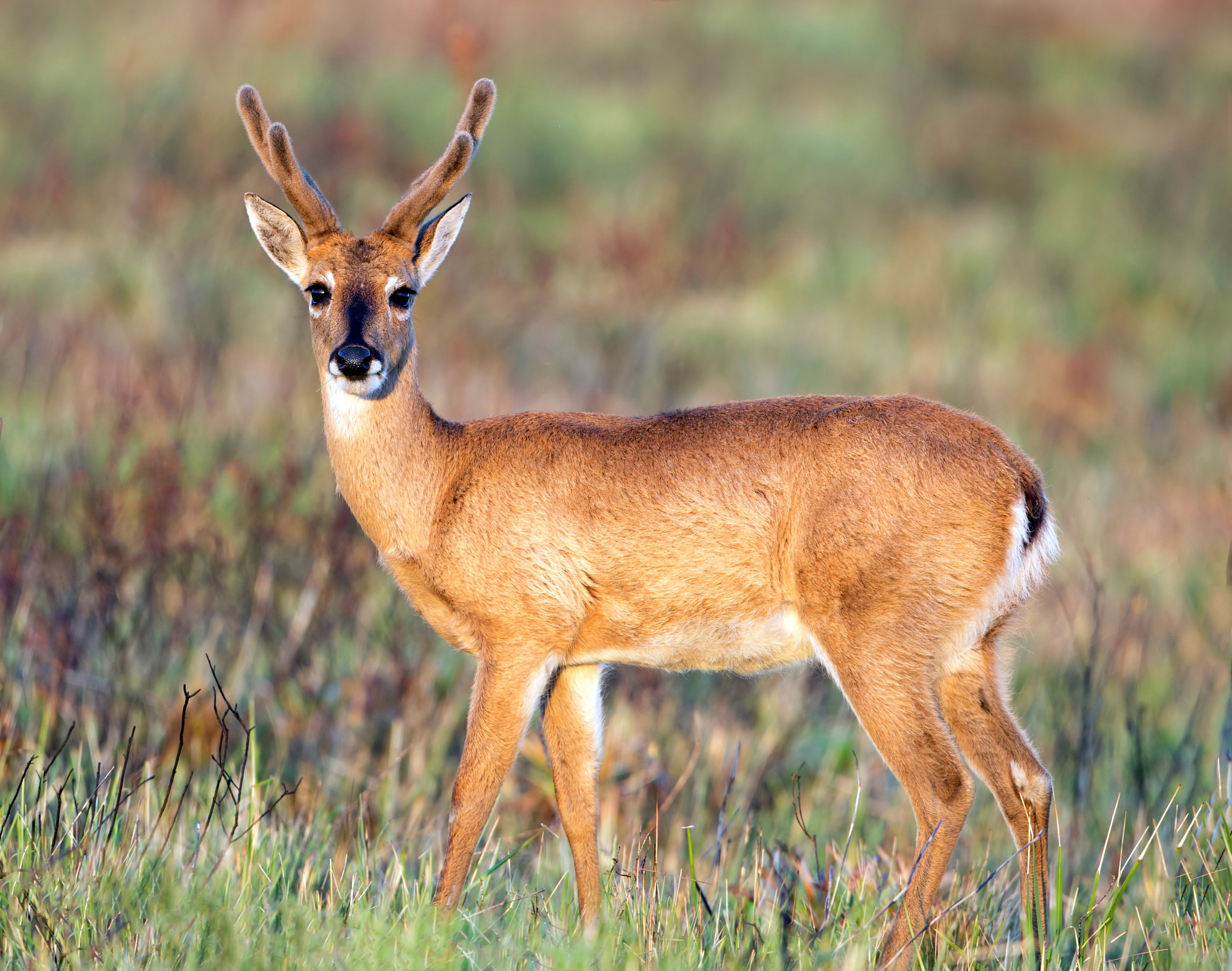
Cerf des pampas (Ozotoceros bezoarticus).
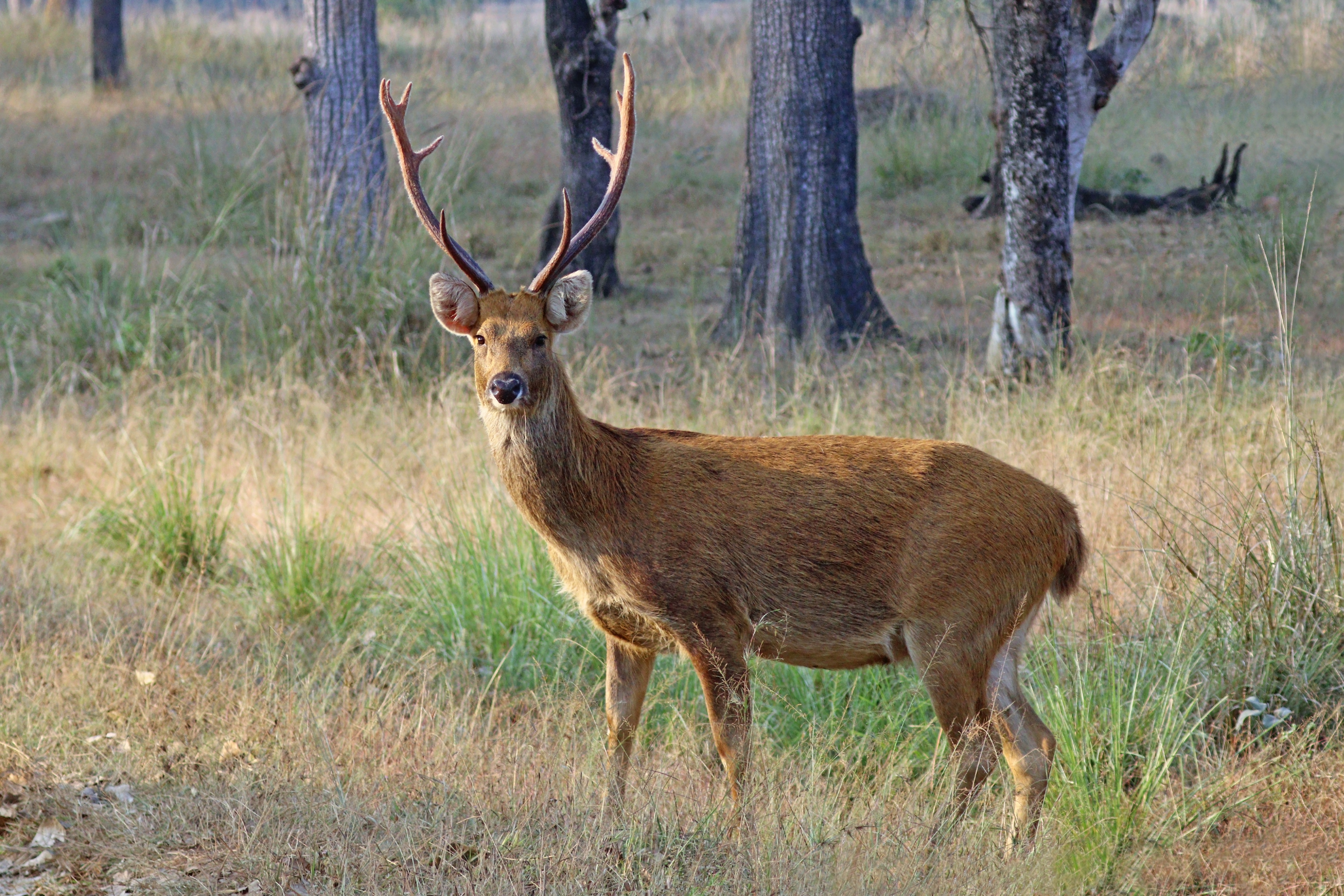
Cerf des marais (Rucervus duvaucelii).
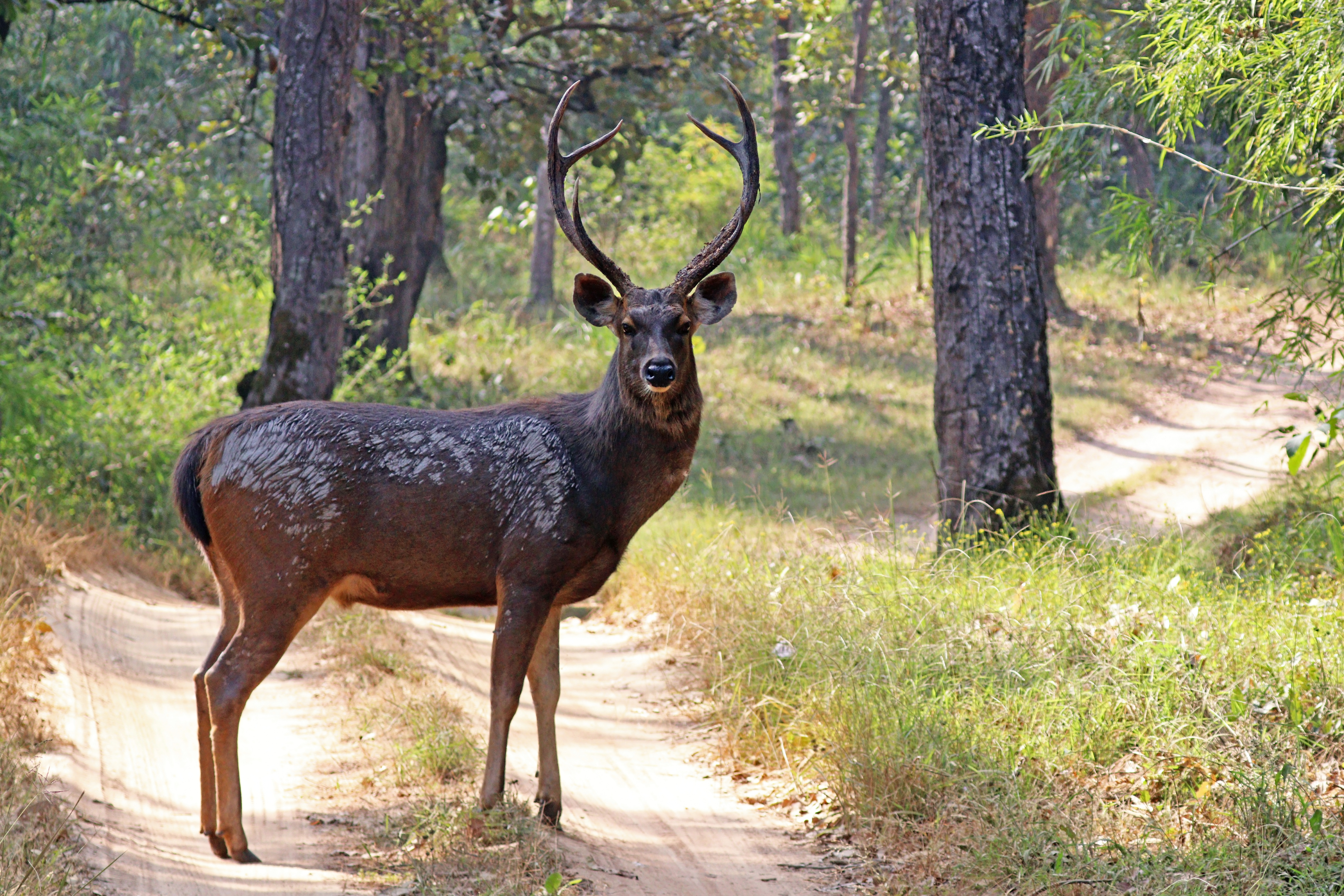
Cerf sambar (Rusa unicolor).
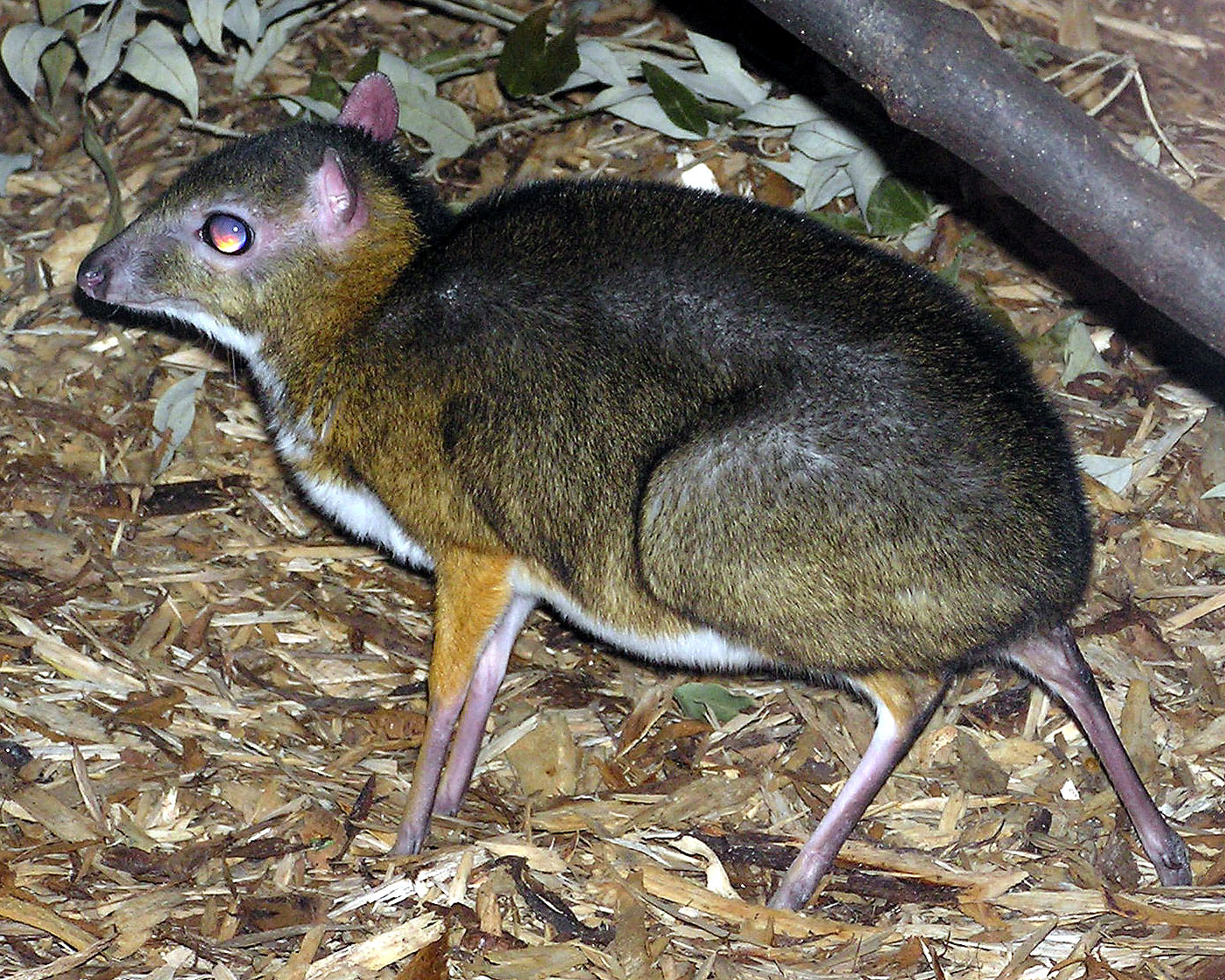
Cerf souris (Tragulus javanicus).